# Latinsk litteratur

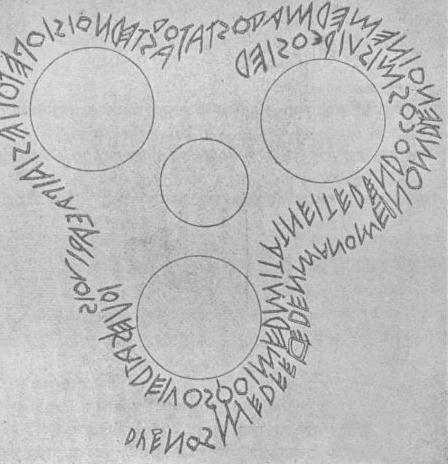
Inskription i latin från 500-talet f.Kr.

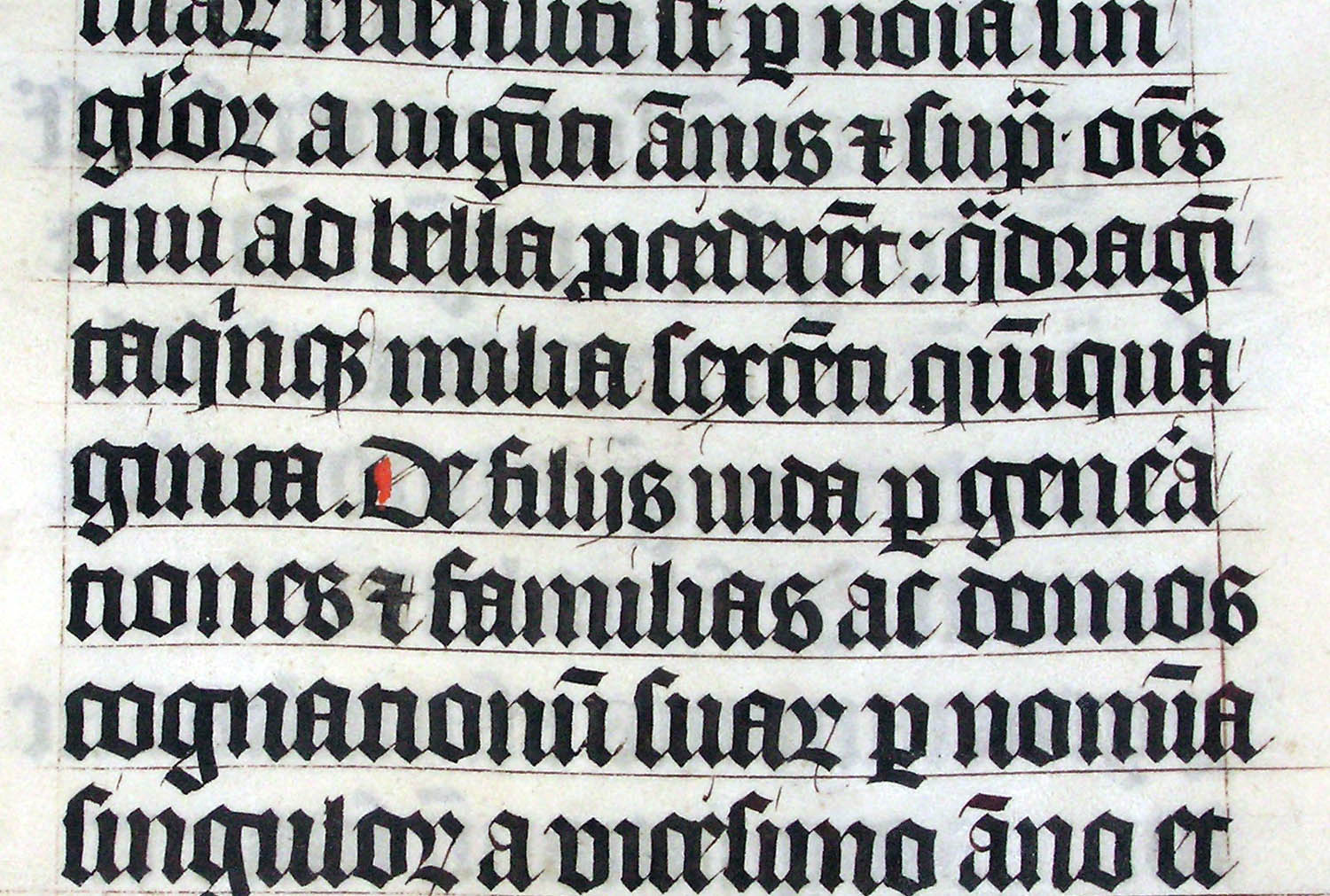
Latinsk Bibel från 1407

Latinsk litteratur är litteratur skriven på latin. Latin blev ett litteraturspråk under 200-talet f.Kr., men länge dominerade översättningar och framför allt imitationer av den då helt dominerande grekiska litteraturen. En verklig blomstringsperiod för latinet som litteraturspråk kom först under århundradet närmast före Kristi födelse ("guldåldern"). Här uppträder framstående diktare som Lucretius, Catullus, Vergilius, Horatius och Ovidius. Kejsar Augustus död 14 e.Kr. brukar räknas som guldålderns slutpunkt. Efter några årtionden med ett slags stiltje på litteraturens område kom en ny period med framstående diktning av delvis annan karaktär, en period som brukar kallas "silveråldern".
Romarrikets fall innebar inte på något sätt den latinska litteraturens död. Under hela medeltiden bestod latinets dominans som det stora europeiska litteraturspråket, innan det gradvis trängdes ut av folkspråken.

## Tidig latinsk litteratur
Poesi
Ennius
Komedi
Plautus
Terentius

## Klassiskt latin

### Guldålderslatin
Poesi
Lucretius : Om tingens natur
Catullus
Vergilius : Aeneiden
Horatius
Ovidius : Metamorphoses
Tibullus
Propertius
Prosa
Julius Caesar : De Bello Gallico
Cicero
Övrigt
Nepos
Gaio Sallustio Crispo eller Caius Sallustius Crispus
Titus Livius

### Silverålderslatin
Poesi
Manilius
Marcus Annaeus Lucanus
Persius
Statius
Prosa
Petronius : Satyricon
Plinius den äldre
Quintilianus
Plinius den yngre
Aulus Gellius
Apuleius
Asconius
Teater
Seneca
Satir
Juvenalis
Martialis
Övrig
Tacitus
Suetonius
Josefus

## Latinsk litteratur under senantiken
Ammianus Marcellinus
Augustinus
Ausonius
Boethius
Catos Disticher
Claudianus
Eutropius
Ambrosius Theodosius Macrobius
Paulinus från Nola
Prudentius
Sidonius Apollinaris
Sulpicius Severus

## Medeltida och kristen latinsk litteratur
Pierre Abélard
Aetheria
Albertus Magnus
Thomas av Aquino : Pange Lingua : Summa Theologiae
The Archpoet
Beda venerabilis
Carmina Burana
Cenodoxus
Geoffrey of Monmouth
Thomas More
Gildas Badonicus
Goliards
Gregorius av Tours
Hiberno-Latin
Isidor av Sevilla : Etymologiæ
Hieronymus : Vulgata
Peter från Blois
Petrarca
Thomas från Celæno : Dies Iræ
Venantius Fortunatus
Walter från Châtillon